# Lu marzianu/Attimu d'ammuri
Lu marzianu/Attimu d'ammuri è il tredicesimo singolo di Domenico Modugno

## Il disco
Questo singolo all'epoca non ebbe un grande successo; mentre la seconda verrà spesso reincisa dal cantautore, la prima no.